# Murray Mitchell
Murray Cooper Mitchell (Huntsville, 19 marzo 1923 – Portland, 11 giugno 2013) è stato un cestista e allenatore di pallacanestro statunitense, professionista nella NBA con gli Anderson Packers.

## Carriera
A livello di college aveva giocato nei Bearkats di Sam Houston State University. Venne poi selezionato al Draft BAA 1948 dai Boston Celtics, ma successivamente passò ai Packers, con cui esordì nel novembre 1949. Dopo il ritiro da giocatore, allenò a livello di high school in Texas.